# Gora Kupol
Gora Kupol (Transkription von russisch Гора Купол ‚Kuppelberg‘) ist ein Nunatak im ostantarktischen Mac-Robertson-Land. Er ragt unmittelbar südöstlich des Styles-Gletschers am nördlichen Ende des Mawson Escarpment auf.
Russische Wissenschaftler benannten ihn deskriptiv.